# Jackson Martínez
Jackson Arley Martínez Valencia (n. 3 octombrie 1986), sau simplu Jackson, este un fotbalist columbian retras din activitate, care a jucat pe post de atacant la echipe ca Independiente Medellín⁠(d), Chiapas F.C.⁠(d) și Guangzhou. Pe plan internațional, are prezențe la națională pentru Columbia.

## Legături externe
- Jackson Martínez pe site-ul National-Football-Teams.com
- Stats and profile at Zerozero
- Profil pe foradejogo Arhivat în 31 mai 2015, la Wayback Machine.
- es  Profil BDFA